# جورج بيرس بيكر
جورج بيرس بيكر (بالإنجليزية: George Pierce Baker)‏ هو أستاذ فنون درامية أمريكي، ولد في 4 أبريل 1866 في بروفيدنس في الولايات المتحدة، وتوفي في 6 يناير 1935 في نيويورك في الولايات المتحدة.

## وصلات خارجية
- جورج بيرس بيكر على موقع الموسوعة البريطانية (الإنجليزية)